# Ландберг, Свен
Свен Аксель Рихард Ландберг (швед. Sven Axel Richard Landberg; 6 декабря 1888, Стокгольм — 11 апреля 1962, Стокгольм — шведский гимнаст, чемпион летних Олимпийских игр 1908 и 1912.
На Играх 1908 в Лондоне Ландберг участвовал только в командном первенстве, в котором его сборная заняла первое место. Через четыре года, на Олимпиаде 1912 в Стокгольме он вошёл в состав своей сборной, которая стала лучшей по шведской системе.